# Gilbert Bigio
Gilbert Bigio (* 1930er) ist ein haitianischer Geschäftsmann im Ruhestand. Er ist Gründer der GB Group und der einzige Milliardär Haitis. Er wurde von der kanadischen Regierung wegen seiner Beteiligung am Waffenhandel und an Menschenrechtsverletzungen in Haiti mit Sanktionen belegt. Bigio ist außerdem de facto Führer der jüdischen Gemeinde Haitis und Honorarkonsul des Staates Israel.

## Leben
Bigio stammt aus einer sephardischen jüdischen Familie aus Aleppo im Osmanischen Reich (heute Syrien), die im Jahr 1896 nach Haiti auswanderte. Die Familie war rasch an kommerziellen Aktivitäten im ganzen Land beteiligt und ist seit drei Generationen in der Geschäftswelt aktiv.
Bigio ist nicht religiös, besitzt aber die einzige Sefer Tora in Haiti und nimmt an jüdischen Feiertagen an Veranstaltungen teil. Seine Frau Monique ist zum Judentum konvertiert.

## Wirken

### Geschäftsmann in Haiti
Im Jahr 1972 gründete Bigio mit einer Investorengruppe die Aktiengesellschaft GB Group, die ein diversifiziertes Unternehmenskonglomerat mit Sitz in Port-au-Prince ist. Sie ist Muttergesellschaft von mehr als einem Dutzend Industrie- und Handelsunternehmen mit Niederlassungen in Haiti, der Dominikanischen Republik, Jamaika, St. Maarten und Büros in den Vereinigten Staaten, die mit mehr als 4000 Mitarbeitern in mehr als 15 Ländern arbeitet. In den 1980er Jahren wurde Bigio Mehrheitsaktionär.
Im Jahr 1972 gründete die Gruppe die Aciérie d'Haïti (Stahlwerk Haiti), das erste Stahlwerk des Landes. Das Werk hatte praktisch ein Monopol für Stahl auf dem haitianischen Markt. 1981 gründete die Gruppe Huileries Haïtiennes (HUHSA), eine Raffinerie für Speiseöl.
Zu der GB Group gehören ferner (Auswahl):
- Immocaraïbes: Bauträger, spezialisiert auf karibische Architektur,
- GB Energy: Betrieb eines Netzes von über 200 Tankstellen in der Karibik,
- Telecom Solutions: Vertriebspartner von Mobiltelefonen und Prepaid-Karten für Digicel in Haiti.

### Pandora Papers
Bigios Name tauchte im Jahr 2021 in den Pandora Papers auf, einer Sammlung geheimer Offshore-Firmenunterlagen des Internationalen Netzwerks investigativer Journalisten (ICIJ). In einem Buchhaltungsdokument aus dem Nachlass von Jeffrey Epstein wurde Bigio als Käufer von Epsteins Mercedes-Maybach zu einem Preis von 132.000 US-Dollar erkannt. Andere durchgesickerte Dokumente zeigten, dass Bigio über Offshore-Firmen in verschiedenen Steuerparadiesen Vermögen nach Miami und in die Schweiz verschoben hatte.

### Rolle als Unterstützer krimineller Banden
Am 2. Dezember 2022 verhängte die kanadische Regierung Sanktionen gegen Bigio und zwei weitere haitianische Geschäftsleute, Reynold Deeb und Sherif Abdallah. Die Sanktionen gegen Bigio waren eine Reaktion auf seine angebliche Beteiligung an „groben und systematischen Menschenrechtsverletzungen in Haiti und an Handlungen, die den Frieden, die Sicherheit und die Stabilität in Haiti bedrohen“.
Mit den kanadischen Sanktionen gegen Bigio sollte der Fluss illegaler Gelder und Waffen an bewaffnete kriminelle Banden in Haiti gestoppt werden.
Laut einer Erklärung des kanadischen Außenministers wird Bigio beschuldigt, „illegale Aktivitäten bewaffneter krimineller Banden zu unterstützen, unter anderem durch Geldwäsche und andere Korruptionshandlungen“.